# Варламово (Новосибірська область)
Варламово (рос. Варламово) — село у Болотнинському районі Новосибірської області Російської Федерації.
Входить до складу муніципального утворення Варламовська сільрада. Населення становить 436 осіб (2010).

## Історія
Згідно із законом від 2 червня 2004 року органом місцевого самоврядування є Варламовська сільрада.

## Населення
| 2002 | 2007 | 2010 |
| ---- | ---- | ---- |
| 446  | ↗457 | ↘436 |